# Bockskärshällen
Bockskärshällen är ett skär i Hammarlands kommun på Åland (Finland). Det ligger i Skärgårdshavet eller Bottenhavet och i kommunen Hammarland i landskapet Åland, i den sydvästra delen av landet. Ön ligger omkring 36 kilometer norr om Mariehamn och omkring 290 kilometer väster om Helsingfors.
Öns area är 0,8 hektar och dess största längd är 200 meter i nord-sydlig riktning. Terrängen på Bockskärshällen består av låga klippor med mycket sparsam vegetation, huvudsakligen mossa. Södra delen av Bockskärshällen är uppbruten i flera mindre klippor med vatten mellan. Skäret är obebyggt. Närmaste bebyggelse finns på Bockskär cirka en kilometer åt sydost.
Bockskärshällen har Saltflyttan och Torskklobbarna i norr, Bockskärsklobben i öster, Bockskär i sydöst och Villbådan i sydväst.